# Harold Walden
Harold Adrian Walden (Ambala, India; 10 de octubre de 1887-Leeds, Reino Unido; 2 de diciembre de 1955) fue un futbolista aficionado inglés que jugó en varios clubes como lo fueron, Halifax Town, Bradford City y Arsenal. También jugó para la selección de Gran Bretaña, con la que ganó la medalla de oro en los Juegos Olímpicos de 1912.

## Carrera de juego
Un delantero centro, que comenzó su carrera con Cliftonville y Linfield de Irlanda, antes de unirse a la ciudad de Halifax en octubre de 1911 y Bradford City dos meses más tarde. Pasó cuatro temporadas con los Bantams y fue el máximo goleador de la Liga en 1911-12. Ese verano, formó parte del equipo amateur inglés que representó a Gran Bretaña en el torneo olímpico de fútbol y ganó la medalla de oro. Jugó en los tres partidos y marcó once goles. Tiene el récord de ser el "Máximo goleador británico en los Juegos Olímpicos" y sigue siendo el cuarto mayor goleador de los Juegos Olímpicos.
Walden ingresó al ejército al unirse al Regimiento de Cheshire en abril de 1902 a la edad de 14 años y medio como baterista y sirvió en India e Irlanda. Jugó para el Ejército contra la Armada en 1910 y 1911, y también sirvió en la Primera Guerra Mundial, para el Regimiento de West Yorkshire, llegando al rango de capitán. Después de que terminó la guerra se unió al Arsenal y jugó seis veces para los Gunners, dos veces contra Oldham Athletic anotando un solo gol y en cuatro amistosos, con su debut el 12 de febrero de 1921. Con solo esos juegos a su nombre, regresó a Bradford al final de la temporada 1920-21.

## Vida personal
Después de retirarse del fútbol y del ejército, entró en el music hall como intérprete de variedades, recorriendo Inglaterra, Australia, China e India. Hizo su debut en los escenarios cuando todavía jugaba al fútbol, en 1919. También había tenido una carrera cinematográfica menor, que incluyó protagonizar The Winning Goal, una de las primeras películas relacionadas con el fútbol, en 1920. Walden también se interpretó a sí mismo en la película de 1948 Cup-tie Honeymoon. Grabó discos de 78 rpm como "Ronnie the Robin" junto con "And only yo know why", en la etiqueta Imperial, así como en Arcadian Follies de Ernest Binns, "Mother I'm a soldier" y "Only me". Este último fue reseñado en la edición de noviembre de 1939 de la revista The Gramophone. Murió en 1955 de un infarto en la estación de tren de Leeds. Está enterrado en el cementerio Killingbeck RC, York Road, Leeds, Yorkshire.

## Palmarés
Gran Bretaña
- Juegos Olímpicos de verano de 1912: Medalla de oro[4]

### Individual
- Bota de plata: Juegos Olímpicos de verano de 1912[4]